# Natércia Couto
Natércia Couto (Lavradio, Barreiro, 17 de fevereiro de 1924 - Lisboa, 11 de junho de 1999) foi uma maestrina, compositora e escritora portuguesa, tendo sido uma das primeiras maestrinas portuguesas e a primeira mulher diplomada na arte de regência de grandes conjuntos musicais.

## Biografia
Natércia Couto nasceu no Barreiro, na freguesia do Lavradio a 17 de fevereiro de 1924, numa família de classe operária, que sempre cultivou o gosto pela música, através das suas ligações à Sociedade Filarmónica Agrícola Lavradiense, que hoje dá o seu nome a uma escola de música.
Iniciou os seus estudos musicais aos 10 anos, tendo concluindo, em 1944, o curso de piano no Conservatório Nacional. Em 1948, com uma bolsa do governo francês, foi admitida no Conservatório de Paris, na classe de direção de orquestra de Eugène Bigot, onde se estreou em público, dois anos depois, com a orquestra Concerts Colonne. Também frequentou o curso de Direcção de Orquestra da Academia Chigiena, em Siena, Itália, em 1949, e estudou nos Conservatórios de Madrid e de Salzburgo.
A sua estreia como maestrina aconteceu em 1957, quando dirigiu a Orquestra Filarmónica de Lisboa, no Cinema Império. num concerto de beneficência para o Hospital de Cascais, tendo dirigido muitas outras orquestras, tanto em Portugal, como no estrangeiro, como a Orquestra da Radio Nacional de Madrid e a Orquestra Sinfónica de Colónia.
Entre 1961 e 1964, viveu no Brasil, mais concretamente em São Paulo, onde dirigiu três orquestras: a orquestra do Centro de Cultura Lusíada de Santos, a orquestra sinfónica das Emissoras Associadas em São Paulo e a Grande Orquestra da TV Tupi.
Foi também autora de várias composições para violino, piano e bailado.
Natércia Couto faleceu em Lisboa, a 11 de junho de 1999.

## Carreira literária
Para além da música, Natércia Couto também produziu obras literárias, sendo, também, diplomada pela Faculdade de Filosofia e Letras de Madrid. A sua obra é composta, maioritariamente, por poemas, como a sua primeira obra de 1945, intitulada Prelúdios, e o prelo "Sonhos de Fidalguia" dedicado a Nossa Senhora.

## Prémios
A sua longa e bem-sucedida carreira como maestrina rendeu-lhe vários prémios, tanto nacionais como internacionais, destacando-se o 1º Prémio de Regência do Conservatório Nacional de Paris, e a atribuição do grau de Comendadora da Soberana Ordem dos Cavaleiros de São Paulo Apóstolo.